# ۱۱۹ (پیش از میلاد)
۱۱۹ (پیش از میلاد) ۱۱۹مین سال قبل از تقویم میلادی است.